# Zharma Aūdany
Zharma Aūdany är ett distrikt i Kazakstan.   Det ligger i oblystet Östkazakstan, i den östra delen av landet, 800 km öster om huvudstaden Astana.